# Абаскулиев, Октай Гусейн оглу
Октай Гусейн оглы Абаскулиев (азерб. Oqtay Hüseyn oğlu Abasquliyev амер. англ. Ogtay Huseyn oghlu Abasguliyev; 1 января 1940, Баку — 2 марта 2016, Баку) — советский и азербайджанский пианист и музыкальный педагог. Заслуженный деятель искусств Азербайджана (2008).

## Биография
Родился 1 января 1940 года в Баку. В 1946 году по настоянию У. Гаджибекова (в тот период семья Октая Гусейновича жила по соседству с семьёй У. Гаджибекова, и именно он, слыша как маленький Октай по слуху подбирал мелодии на фортепиано, пригласил его с бабушкой к себе, чтобы проверить его слух) и под руководством К. Сафаралиевой шестилетний Октай поступил на подготовительное отделение «группы одарённых детей» при Азербайджанской консерватории.
Через год он был принят в класс Р. И. Сирович, у которой он обучался основам фортепианного исполнительства на протяжении последующих 10 лет.
В 1957 году в зале Азербайджанской консерватории под председательством ректора Дж. Гаджиева проходил государственный экзамен фортепианного отделения Средней специальной музыкальной школы им. Бюль-Бюля. Блестяще исполнив программу и попав в тройку лучших пианистов, Октай Абаскулиев в том же году был принят на дневное отделение фортепианного факультета Азербайджанской консерватории им. У. Гаджибекова, в класс профессора М. Бреннера.
В 1962 году Октай Абаскулиев был направлен для работы в город Агдам. Первые шаги в педагогике молодой учитель сделал в Агдамском музыкальном училище.
В 1963 году преподаватель консерватории Октай Абаскулиев был рекомендован в Московскую консерваторию им. П. И. Чайковского для продолжения учёбы в ассистентуре-стажировке в классе профессора Я. И. Мильштейна (1963—1964 годы).
В 60-70-е годы прошлого столетия вёл активную концертную деятельность.
С 1963 по 2016 год преподавал в Азербайджанской государственной консерватории им. У. Гаджибекова (позднее переименована в Бакинскую музыкальную академию им. У. Гаджибекова). С 1976 года — декан фортепианного факультета. Начиная с 2003 и до последнего года своей жизни являлся проректором по учебной работе. Профессор, автор научных работ и методических пособий.
Среди выпускников класса Абаскулиева лауреаты и дипломанты международных и республиканских конкурсов, в том числе Аян Салахова, Хадиджа Рзаева, Фидан Агаева.

## Награды и звания
- 2-е место и звание лауреата на фестивале молодёжи Азербайджана (Баку 1962).
- Заслуженный деятель искусств Азербайджана (17 сентября 2008)[5].
- В 2011 году Октай Абаскулиев был награждён Почётным дипломом Министра Культуры и Национального наследия Польской Республики Богдана Здроевского за активное участие в организации мероприятий, посвящённых 200-летию Ф. Шопена[2].